# Leiben
Leiben – gmina targowa w Austrii, w kraju związkowym Dolna Austria, w powiecie Melk. Liczy 1 350 mieszkańców (1 stycznia 2014).

## Geografia
Znajduje się tutaj zamek Leiben.